# Matt O’Leary
Matthew Joseph "Matt" O'Leary (Chicago, Illinois, 1987. július 6. –) amerikai színész.

## Élete és pályafutása
1987. július 6-án született az illinoisi Chicagoban. Három féltestvére van, két idősebb nővére, és egy idősebb bátyja. 
Jelentkezett a a Reszkessetek, betörők! 3. főszerepére, de azt végül Alex D. Linz kapta meg. 2000-ben debütált színészként Randevú a vámpírral című tévéfilmben. Ezután A vér kötelez (2001) című thrillerben John Travolta fiát játszotta. Szerepelt az Isten haragja című, szintén 2001-es thrillerben, melyet Bill Paxton rendezett, valamint a 2002-es Kémkölykök 2. – Az elveszett álmok szigete című gyerekfilmben is. Mindkét film pozitív visszajelzéseket szerzett és a tizenéves nézők körében O'Leary is egyre nagyobb népszerűségre tett szert. 
Kisebb szerepet kapott a Kémkölykök 3-D – Game Over (2003), valamint az Alamo - A 13 napos ostrom (2004) című produkciókban. 2005-ben az Ámok című bűnügyi drámában kapott lehetőséget, melyben a főszerepet Anne Hathaway játszotta. Feltűnt a Beépülve című, szintén 2005-ös filmthrillerben, Joseph Gordon-Levitt partnereként. 2007-es filmjei közé tartozik a Die Hard 4.0 – Legdrágább az életed és a Halálos ítélet. 2009-ben egy horrorfilm, a Kegyetlen titok mellékszereplője volt.

## Filmográfia

### Film
| Év   | Magyar cím                                 | Eredeti cím                           | Szerep                   | Magyar hang         |
| ---- | ------------------------------------------ | ------------------------------------- | ------------------------ | ------------------- |
| 2001 | A vér kötelez                              | Domestic Disturbance                  | Danny Morrison           | Gacsal Ádám         |
| 2001 | Isten haragja                              | Frailty                               | Fenton fiatal            |                     |
| 2002 | Kémkölykök 2. – Az elveszett álmok szigete | Spy Kids 2: The Island of Lost Dreams | Gary Giggles             | Előd Botond         |
| 2003 | Kémkölykök 3-D – Game Over                 | Spy Kids 3-D: Game Over               | Gary Giggles (cameo)     |                     |
| 2004 | Alamo – A 13 napos ostrom                  | The Alamo                             | fiú a boltban            |                     |
| 2005 | Beépülve                                   | Brick                                 | Agy                      | Szalay Csongor      |
| 2005 | Beépülve                                   | Brick                                 | Agy                      | Hamvas Dániel       |
| 2005 | Ámok                                       | Havoc                                 | Eric                     | Tóth Barna          |
| 2007 | Die Hard 4.0 – Legdrágább az életed        | Live Free or Die Hard                 | Clay                     | Pintér Gábor Attila |
| 2007 | Halálos ítélet                             | Death Sentence                        | Joe Darley               | Hamvas Dániel       |
| 2007 | Napforduló                                 | Solstice                              | Mark                     |                     |
| 2008 |                                            | American Son                          | Jake                     |                     |
| 2009 |                                            | Anytown                               | Brandon                  |                     |
| 2009 | Kegyetlen titok                            | Sorority Row                          | Garret                   | Dányi Krisztián     |
| 2010 |                                            | Mother's Day                          | Jonathan "Johnny" Koffin |                     |
| 2011 | Természetes kiválasztódás                  | Natural Selection                     | Raymond                  | Horváth Illés       |
| 2011 | Lopott idő                                 | In Time                               | Moser                    |                     |
| 2012 |                                            | Fat Kid Rules the World               | Marcus                   |                     |
| 2012 |                                            | Eden                                  | Vaughan                  |                     |
| 2013 | A magányos lovas                           | The Lone Ranger                       | Skinny                   | Kossuth Gábor       |
| 2013 | Eszement zaci                              | Pawn Shop Chronicles                  | Lamar                    | Juhász Levente      |
| 2013 |                                            | Drones                                | Jack Bowles              |                     |
| 2014 | Maude öröksége                             | Two-Bit Waltz                         | Max                      |                     |
| 2014 |                                            | Time Lapse                            | Finn                     |                     |
| 2015 |                                            | The Canary (rövidfilm)                | Orville Combs            |                     |
| 2015 |                                            | Stung                                 | Paul                     |                     |
| 2015 |                                            | The Submarine Kid                     | Toad                     |                     |
| 2015 |                                            | ToY                                   | transznemű prostituált   |                     |
| 2015 |                                            | Moronga                               | Frank Peluco             |                     |
| 2017 |                                            | Bokeh                                 | Riley                    |                     |
| 2017 |                                            | No One Ever Said (rövidfilm)          | Manboy                   |                     |
| 2018 | Felhőkarcoló                               | Skyscraper                            | hacker                   | Hamvas Dániel       |
| 2018 | Isten hozott Marwenben                     | The Women of Marwen                   | Benz                     |                     |

### Televízió
| Év        | Magyar cím                       | Eredeti cím                     | Szerep               | Megjegyzések                   |
| --------- | -------------------------------- | ------------------------------- | -------------------- | ------------------------------ |
| 2000      | Randevú a vámpírral              | Mom's Got a Date with a Vampire | Adam Hansen          | tévéfilm                       |
| 2002      |                                  | Total Access 24/7               | önmaga               | 1 epizód                       |
| 2005      |                                  | Warm Springs                    | Fred Botts           | tévéfilm                       |
| 2005      | Esküdt ellenségek: Bűnös szándék | Law & Order: Criminal Intent    | Ethan Garrett        | 2 epizód                       |
| 2008      | Az utolsó órában                 | Eleventh Hour                   | Bobby                | 1 epizód                       |
| 2008–2009 | CSI: A helyszínelők              | CSI: Crime Scene Investigation  | Dan Forester         | 3 epizód                       |
| 2011      | Cinema Verite                    | Cinema Verite                   | Cameron              | tévéfilm                       |
| 2011      |                                  | Marcy                           | fényképész           | 1 epizód                       |
| 2016      | A múlt fogságában                | Game of Silence                 | Troy                 | 1 epizód                       |
| 2016      |                                  | Sweet/Vicious                   | Darren Ford          | 1 epizód                       |
| 2017      | Dél-kaliforniai diéta            | Santa Clarita Diet              | Cole                 | 1 epizód                       |
| 2017      | Gyilkos ügyek                    | Major Crimes                    | Alex Wilson          | 1 epizód                       |
| 2019      | A kék könyv-projekt              | Project Blue Book               | Henry Fuller hadnagy | visszatérő szereplő (6 epizód) |
| 2019      | A S.H.I.E.L.D. ügynökei          | Agents of S.H.I.E.L.D.          | Pax                  | visszatérő szereplő (5 epizód) |

## Fordítás
- Ez a szócikk részben vagy egészben  a   Matt O'Leary című angol Wikipédia-szócikk fordításán alapul.  Az eredeti cikk szerkesztőit annak laptörténete sorolja fel. Ez a jelzés csupán a megfogalmazás eredetét és a szerzői jogokat jelzi, nem szolgál a cikkben szereplő információk forrásmegjelöléseként.